# Hochkreuz (Venn)

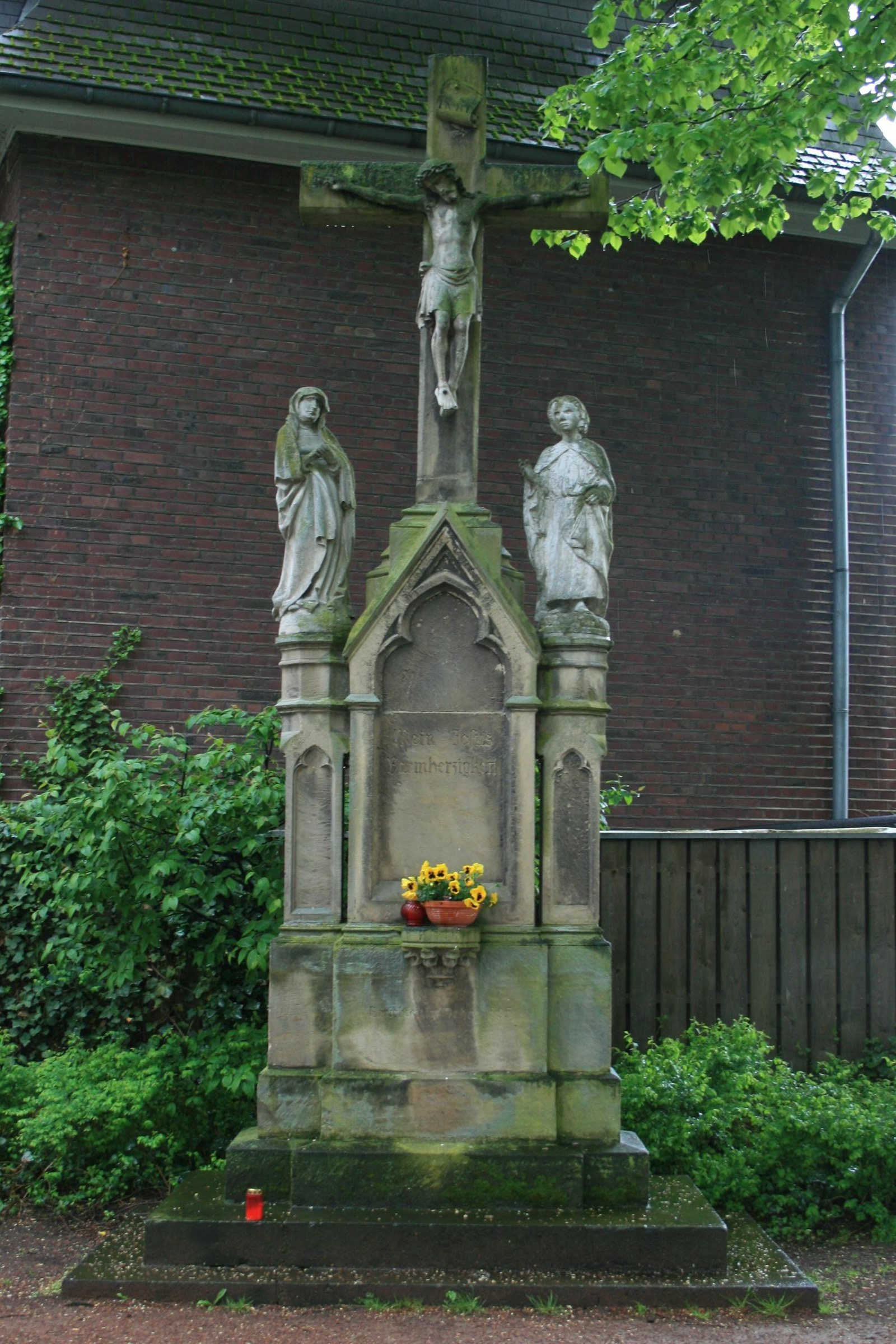
Hochkreuz (2010)

Das Hochkreuz Venn steht im Stadtteil Venn in Mönchengladbach (Nordrhein-Westfalen), Mürrigerstraße/Grottenweg.
Das Kreuz wurde 1885 erbaut. Es ist unter Nr. M 054 am 7. Januar 1997 in die Denkmalliste der Stadt Mönchengladbach eingetragen worden.

## Lage
Das Hochkreuz steht auf einem von der Mürrigerstraße und dem Grottenweg gebildeten dreieckigen Platz, der von mächtigen Bäumen (Linden) beschattet wird.

## Architektur
Das gotisierende Hochkreuz steht auf zweistufigem Unterbau und mächtigem, mehrfach gegliedertem Sockel über kreuzförmigem Grundriss, der die Inschrift trägt: Errichtet im Jahre 1885.
Über eine kleine polygonale Konsole, die früher beispielsweise dem Abstellen einer Monstranz bei Prozessionen diente, leitet der Sockel in eine flache neugotische, lanzettbogenförmig geschlossene Nische über mit der Inschrift:
Mein Jesus Barmherzigkeit
Die Nische besitzt einen Dreipassabschluss mit starkem Ortganggesims. Beidseitig wird sie flankiert von je einem polygonalen Pfeiler, der über ein Gurtgesims in die Basis für zwei Flankierungsskulpturen überleitet, von denen heute nur die links stehende trauernde Maria erhalten ist. Der früher rechts stehende Johannes fehlt. Aus dem mittleren Nischenteil erwächst aus einer starken polygonalen Basis ein hoher, schlichter Kreuzesaufbau. Der linke Arm des Corpus fehlt.